# Solanum tribulosum
Solanum tribulosum är en potatisväxtart som beskrevs av Johannes Conrad Schauer. Solanum tribulosum ingår i släktet skattor som ingår i familjen potatisväxter. Inga underarter finns listade i Catalogue of Life.